# متلازمة الإغراق
متلازمة الإغراق أو متلازمة الإفراغ السريع (بالإنجليزية: dumping syndrom)‏ هي مجموعة من الأعراض تحدث احيانا نتيجة إجراء عمليات جراحية في المعدة مثل إزالة المعدة كلياً أو جزء منها، أو عند تجاوز المعدة جراحيا للمساعدة على انقاص الوزن. مما يادي إلى إفراغ المعدة السريع، ويوجد نوعان من متلازمة الإغراق هما: الإغراق المبكر والإغراق المتاخر.وايضا تحدث متلازمة الإغراق عندما يتم نقل محتويات عسر الهضم في المعدة أو «تفريغ» في الأمعاء الصغيرة بسرعة كبيرة.
أو احياناً يكون المرور السريع لمحتويات المعدة إلى الشخص الصائم، مما يسبب الغشي والتعرق والإسهال بعد الأكل، أو الشرب.
وتعد متلازمة الإغراق حالة تجاوز الأطعمة المبتلعة المعدة بسرعة والدخول في الأمعاء الدقيقة بدون هضم. يحدث ذلك عندما تتوسع النهاية العلوية من الأمعاء الدقيقة، وهي العفج أو الاثنى عشر، بسرعة كبيرة جدا بسبب وجود فرط أسمولية الطعام من المعدة.و الإغراق المبكر يبدأ على الفور بعد وجبة الطعام.

## الأعراض
وتشمل الأعراض الشائعة:
تسرع نبضات القلب، خفقان القلب، ألم في البطن، هبوط الضغط، تعرق، غثيان، التقيؤ، والنفخ(نفخة في المعدة)، تشنج، إسهال، دوخة وتعب، نقص حجم الدم توتر والقلق انخفاض نسبة السكر في الدم. الإغراق المتأخر يحدث بعد 1-3 ساعات بعد تناول الطعام. أعراض الإغراق المتأخر هي الضعف والتعرق، والدوخة. كثير من الناس يعانون من كلا النوعين. وغالبا ما ترتبط المتلازمة مع جراحة في المعدة.
ويعتقد أن الإغراق المبكر يرتبط مع صعوبة في هضم الدهون في حين أن الإغراق المتأخر يرتبط مع الكربوهيدرات.
إن تحميل الأمعاء الدقيقة السريع بمحتويات المعدة مفرطة التوتر يؤدي إلى دخول سريع للمياه في لمعة الأمعاء. والنتيجة هي الإسهال التناضحي، انتفاخ في الأمعاء الدقيقة، ونقص حجم الدم.
بالإضافة إلى ذلك، فإن الناس الذين يعانون من هذه المتلازمة غالبا ما يعانون من انخفاض السكر في الدم، أو نقص السكر في الدم، وذلك لأن الإغراق السريع للمواد الغذائية يحفز البنكرياس لإطلاق كميات مفرطة من الأنسولين في مجرى الدم. يشار إلى هذا النوع من نقص السكر في الدم على أنه نقص السكرالغذائي في الدم.
الاعراض تنشا من دخول محتوى المعدة فائق التوتر بسرعة إلى الجزء الداني من الامعاء الدقيقة، مما يؤدي إلى جذب جزء كبير من سوائل الجسم إلى داخل اللمعة المعوية وحدوث نقص في حجم البلاسما الدموية مع اتساع سريع في الامعاء.
وقد يؤدي دخول الاطعمة السريع إلى الامعاء إلى اطلاق بعض الهرمونات المعوية التي تسهم في حدوث هذه الاعراض ومنها هرمون VIP وهرمون GIP
والأعراض التي تأتي متأخرة بعد الأكل قد تعود إلى انخفاض في مستوى السكر في الدم.

## الأسباب
تنتقل محتويات المعدة في الحالات الطبيعية من طعام وعصارة هاضمة إلى الأمعاء بشكل منظّم ومضبوط من ناحية الكمية والتواتر، بعد خضوعها لمجموعة من العمليات الهاضمة والمفكّكة بواسطة أنزيمات وخمائر المعدة الهاضمة.
إن أي ضرر في بنية المعدة نتيجة الجراحة -كاستئصال بواب المعدة، وهو الفتحة الواصلة بين المعدة والجزء الأول من الأمعاء- يؤدي إلى خلل الآلية السابقة، وبالتالي عبور سريع للطعام غير المهضوم إلى الأمعاء، وهو السبب الأساسي لمتلازمة الإغراق.
يعتقد أن الهرمونات المعدية المعوية تلعب دوراً في الآلية المرضية لمتلازمة الإغراق.
تتبع استئصال المعدة، استئصال المبهم ومفاغرة معدية معوية. في متلازمة الإغراق، تتحرك عصائر المعدة والطعام من المعدة إلى الأمعاء الدقيقة بطريقة غير منظم سريعة بشكل غير عادي.
غالبا ما تتعلق هذه العملية السريعة بالتغييرات في المعدة المصاحبة لعملية جراحية. على سبيل المثال، عندما يتأثر البواب بين المعدة والجزء الأول من الأمعاء الدقيقة (الاثنى عشر) بالتعرض للتلف أو إزالته خلال الجراحة، فإن متلازمة الإغراق قد تتطور.
وقد تحدث متلازمة الإغراق على الأقل بشكل خفيف عند 25 إلى 50% من الأشخاص الذين أجروا عملية تحويلة جراحية في المعدة. وهي تتطور غالباً في غضون أسابيع بعد الجراحة، أو بمجرد العودة إلى النظام الغذائي العادي. وكلما زادت قطعة المعدة المستأصلة أو المتجاوزة، كلما ازداد سوء الحالة. وقد يصبح أحيانا اضطراباً مزمناً.
ومن أسباب حدوث الحالة أيضا هو: الداء السكري،متلازمة الإقياء الدوري، متلازمة زولينجر-ايلسون: التي تسبب قرحات هضمية شديدة،ميتوكلوبراميد: (دواء يوصف لمعالجة الغثيان والإقياء واللذع)، استئصال المعدة الجزئي، المفاغرة المعدية المعوية، قطع العصب المبهم، طي قعر المعدة، الاختلاطات.
وهناك دراسة تقول أيضا أن هرمونات الجهاز الهضمي تلعب دوراً في عملية الإغراق السريع.

## التشخيص
يستطيع الطبيب تشخيص متلازمة الإغراق في كثير من الأحيان عن طريق اتخاذ التاريخ الطبي الدقيق ومن ثم تقييم العلامات والأعراض الخاصة بك. إذا كنت قد خضعت لعملية جراحية في المعدة، والتي قد تؤدي مساعدة الطبيب لتشخيص متلازمة الإغراق.
اختبار نسبة السكر في الدم. لأنه أحيانا يترافق انخفاض السكر في الدم مع متلازمة الإغراق، طبيبك قد أجل اختبار لقياس مستوى السكر في الدم في وقت الذروة من الأعراض الخاص للمساعدة في تأكيد التشخيص.
اختبار الصبغة للمعدة. وهو الاختبار الذي يستخدم المواد المشعة مختلطة مع التدابير الغذائية لمعرفة مدى سرعة نقل الغذاء خلال المعدة.
الطبيب قد يستخدم بعض الطرق التالية لتحديد ما إذا كان لديك متلازمة الإغراق.
التاريخ الطبي والتقييم: ويمكن الطبيب تشخيص متلازمة الإغراق، غالبا بعد ما يأخذ تاريخ طبي دقيق وثم يقييم العلامات والأعراض. وجود العملية جراحية في المعدة، قد يساعدة الطبيب على تشخيص متلازمة الإغراق.
اختبار نسبة السكر في الدم: لأن نسبة السكر في الدم المنخفضة أحيانا تترافق مع متلازمة الإغراق، قد يأمر الطبيب اختبار لقياس مستوى السكر في الدم في وقت الذروة من الأعراض للمساعدة في تأكيد التشخيص.
اختبار تفريغ المعدة: وهو الاختبار الذي يستخدم مواد مشعة مختلطة لقياس سرعة مرور الغذاء من خلال المعدة.

## العلاج
قد يتم الشفاء في متلازمة الإغراق ذاتياً أي بدون علاج طبي أو بعد تعديل النظام الغذائي. ولكن في الحالات الأكثر خطورة من متلازمة الإغراق، قد يتم استعمال الأدوية أو اللجوء للجراحة.
تعالج هذه المتلازمة بتقليل المواد السكرية وعدم تناول السوائل اثناء الطعام بالإضافة إلى تناول وجبات صغيرة ومتعددة.معظم حالات متلازمة الإغراق تتحسن كلما تعلم الناس تناول الطعام بشكل أفضل لهذه الحالة، وكلما تكيف الجهاز الهضمي عليها. وهناك فرصة جيدة أن تغيير النظام الغذائي سوف يعمل على الحد من الأعراض. ولكن إذا لم يحدث ذلك، فقد ينصح الطبيب المعالج بأدوية أو جراحة لإبطاء إفراغ محتويات المعدة.
العلاج بالأدوية
قد يصف الطبيب أدوية لإبطاء مرور الطعام من المعدة، وتخفيف العلامات والأعراض المصاحبة لمتلازمة الإغراق. هذه العقاقير هي الأنسب للأشخاص بوجود علامات وأعراض شديدة، وهي لا تعمل في جميع الحالات.
الأدوية الأكثر وصفاً من قبل الأطباء هي:
اكاربوسي (بريكوسي): هذا الدواء يؤخر عملية هضم الكربوهيدرات، ويصف الاطباء في كثير من الأحيان لمعالجة السكري من النوع الثاني،أوكتريوتيد، والساندوستاتين.
العلاج الجراحي
الأطباء يستخدمون عدداً من الإجراءات الجراحية لمعالجة متلازمة الإغراق المقاومة لنهج أكثر محافظة. ومعظم هذه العمليات هي تقنيات ترميم، ومنها إعادة ترميم بواب المعدة، أو تهدف إلى عكس عملية جراحة التحويلة في المعدة.

## العلاج البديل
يفضل بعض المرضى استخدام المكملات الغذائية كالبكتين لمعالجة أعراض متلازمة الإغراق. يجب التنبيه إلى ضرورة استشارة الطبيب قبل استخدام أي صنف من المكملات الغذائية لمعرفة الآثار الجانبية المحتملة أو إمكانية تعارض هذه الأصناف مع الأدوية الأخرى التي تتناولها.

## الوقاية
معظم حالات متلازمة الإغراق تتحسن تلقائيًا وخاصة بعد أن يتأقلم المريض ويتبع طريقة أفضل لتناول الطعام حتى يتعود الجهاز الهضمي.
قد تكون هناك فرصة جيدة للبدء بتغيير النظام الغذائي الخاص بالمصاب حيث سيعمل على حل الأعراض ومعالجتها، ولكن إذا لم يحدث ذلك قد ينصح الطبيب بالأدوية أو بالجراحة لإبطاء إفراغ محتويات المعدة الخاصة بالمريض.
وهذه بعض النصائح المفيدة جدًا للمرضى:
- تناول وجبات طعام أصغر حجمًا
- تجنب شرب السوائل مع الوجبات
- تغيير النظام الغذائي، فيجب تجنب الأطعمة التي تحتوي على السكر (بما في ذلك سكر الجلوكوز وسكر السكروز)
- مضغ الطعام جيداً قبل الابتلاع
- تناول كمية أكبر من الألياف
- تجنب شرب الكحول
- الاستلقاء بعد تناول الطعام (المعلومة الأخيرة غير مؤكدة، فقد يؤثر الاستلقاء سلبًا على عملية الهضم بدلًا من تحسينها)